# Soul Deep (singel)
Soul Deep – trzeci singel szwedzkiego duetu Roxette. Został wydany w lutym 1987 jako trzeci promujący debiutancki album Pearls of Passion.

## Lista utworów

### Strona A
- Soul Deep

### Strona B
- Pearls of Passion